# Souvenirs entomologiques
Souvenirs entomologiques est l'œuvre maîtresse de Jean-Henri Fabre (1823-1915), entomologiste français qui a passé une grande partie de sa vie à étudier les insectes vivants dans leur biotope. 
Œuvre imposante, avec ses quatre mille pages publiées en dix séries, entre 1879 et 1907, les Souvenirs entomologiques rapportent plus d'un demi-siècle d'études et de descriptions de la vie et des mœurs des insectes, notamment les coléoptères et les hyménoptères. 
La rigueur de la méthode scientifique, la recherche sur le terrain et les expérimentations, les réflexions philosophiques, y sont intégrées dans une foule de souvenirs d'enfance, de récits émouvants sur les personnages étranges du monde des insectes, mais aussi les joies de la découverte et les drames de la vie. À la fois, scientifique, poétique et lyrique, l'ensemble constitue un « hymne à la nature et à la connaissance »,.   
La onzième et dernière série consiste en une biographie du Dr G.-V. Legros et un index de l'ouvrage.

## Table des matières

### Souvenirs entomologiques, Paris: 1879 - 324 p.

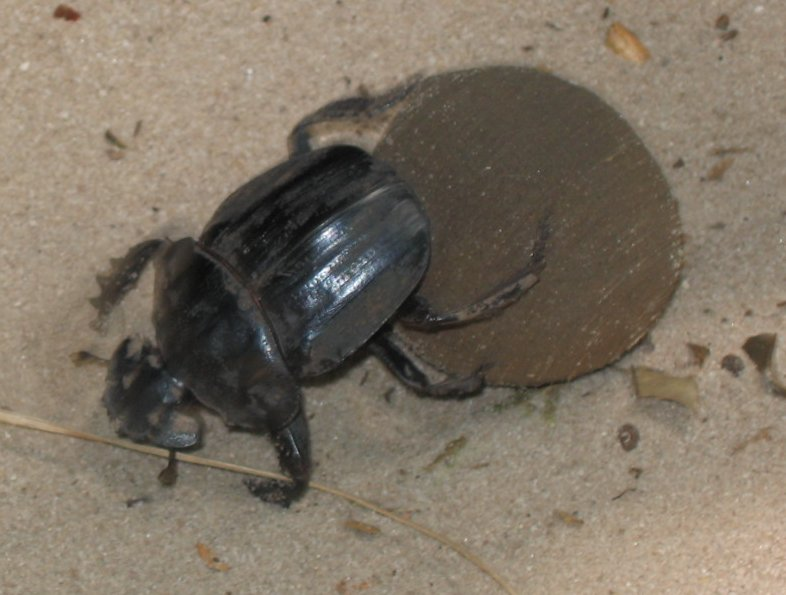
Scarabée (ou bousier) sacré.

Insectes décrits : 
- le scarabée sacré
- le cerceris bupresticide
- le cerceris tuberculé
- le sphex à aile jaune[3]
- le sphex languedocien[4]
- les ammophiles
- les bembex
- les chalicodomes

### Nouveaux souvenirs entomologiques, Paris: 1882 - 352 p.
Insectes étudiés :
- l'ammophile hérissée
- le ver gris
- les eumènes
- les odynères
- les chalicodomes
- les fourmis rousses

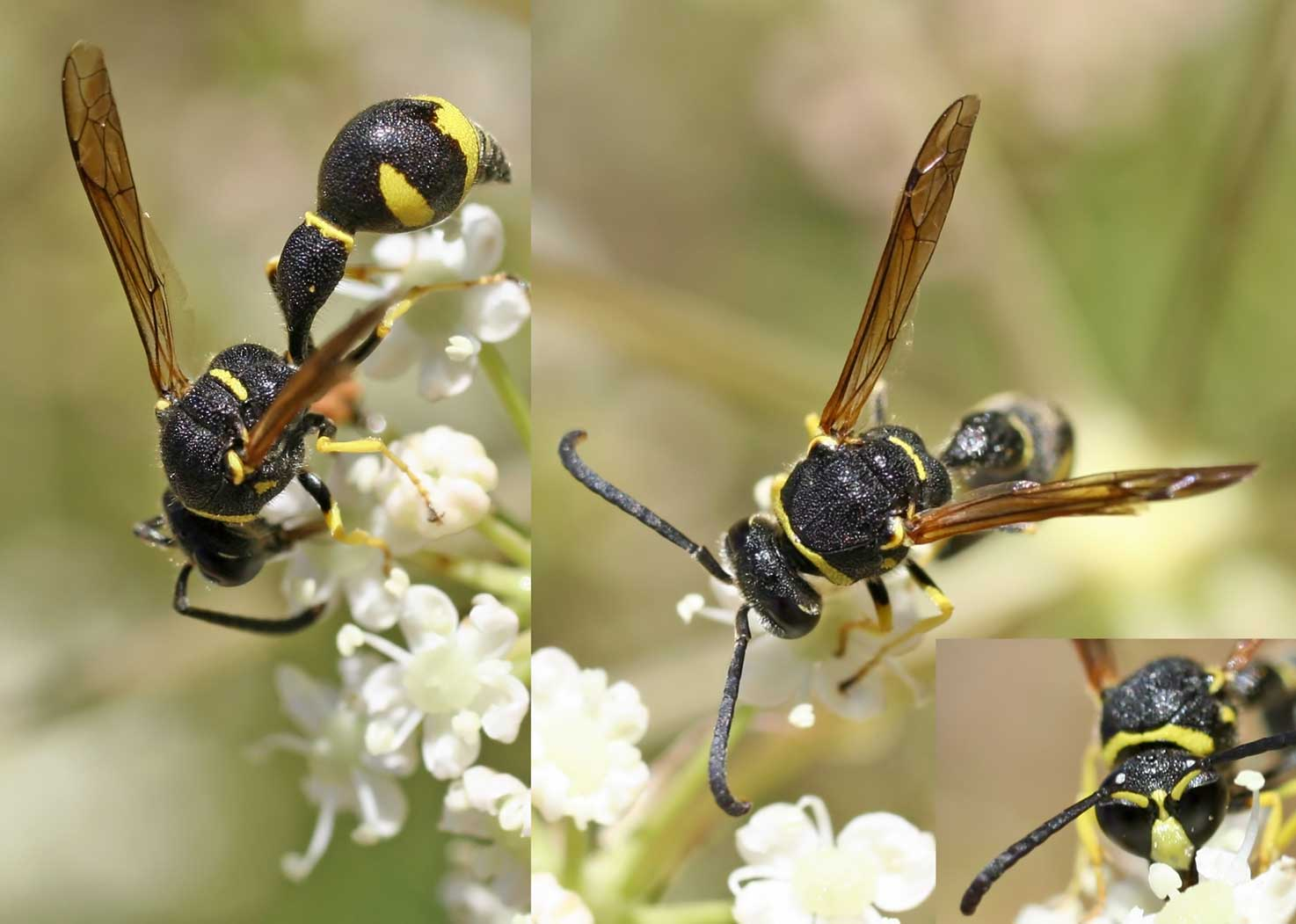
Eumenes pomiformis

- fragments sur la psychologie de l’insecte
- la tarentule à ventre noir
- les pompiles
- les habitants de la ronce
- les sitaris
- la larve primaire des sitaris
- la larve primaire des méloés
- l'hypermétamorphose

### Souvenirs entomologiques - Troisième série, Paris: 1886 - 460 p.

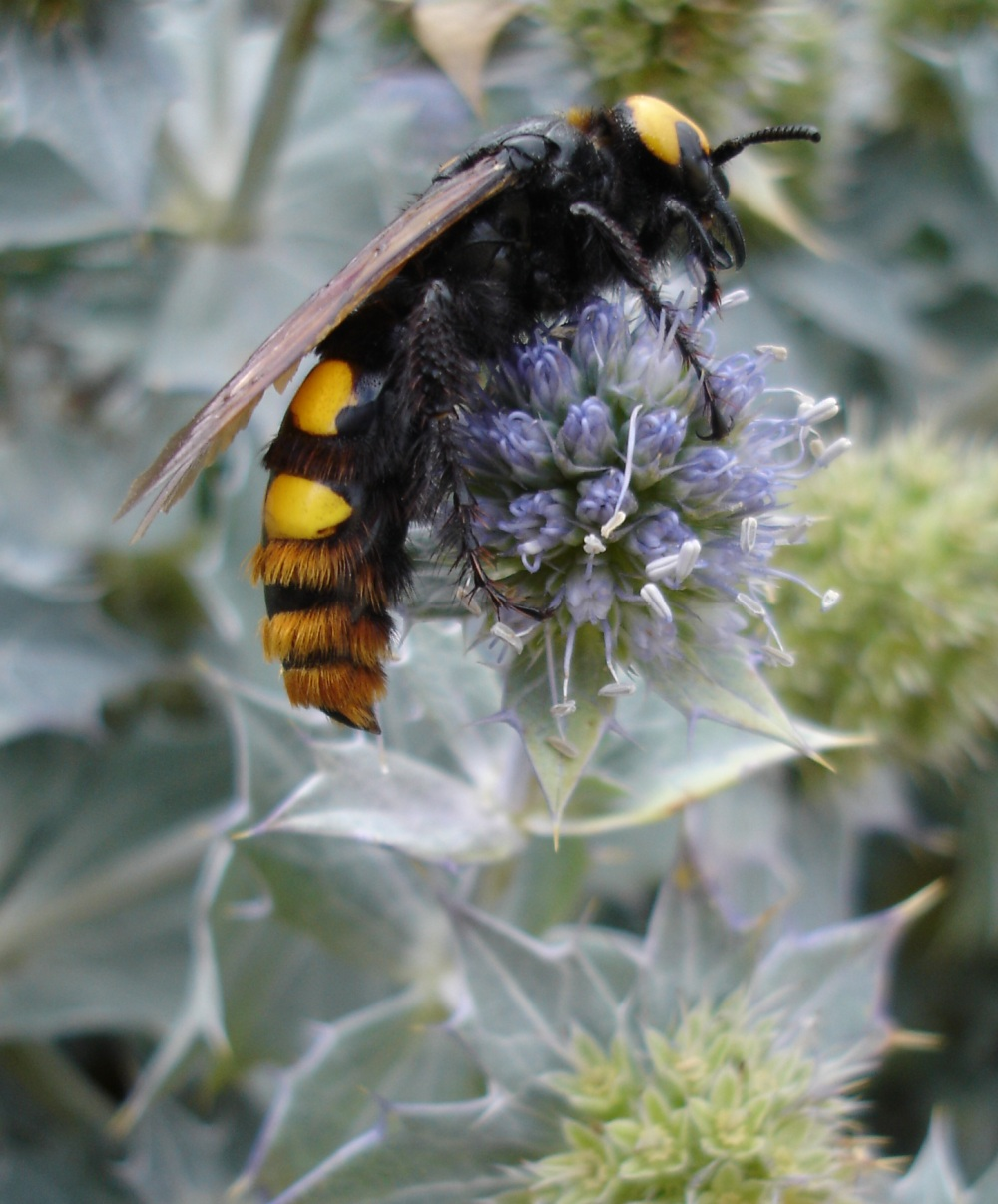
Scolie des jardins (Megascolia maculata)

Insectes étudiés : 
- les scolies
- la larve de cétoine
- les tribulations de la maçonne
- les anthrax
- les leucopsis
- les tachytes
- cérocomes, mylabres et zonitis
- les osmies

### Souvenirs entomologiques - Quatrième série, Paris: 1891 - 330 p.
Insectes étudiés :
- Le Pélopée

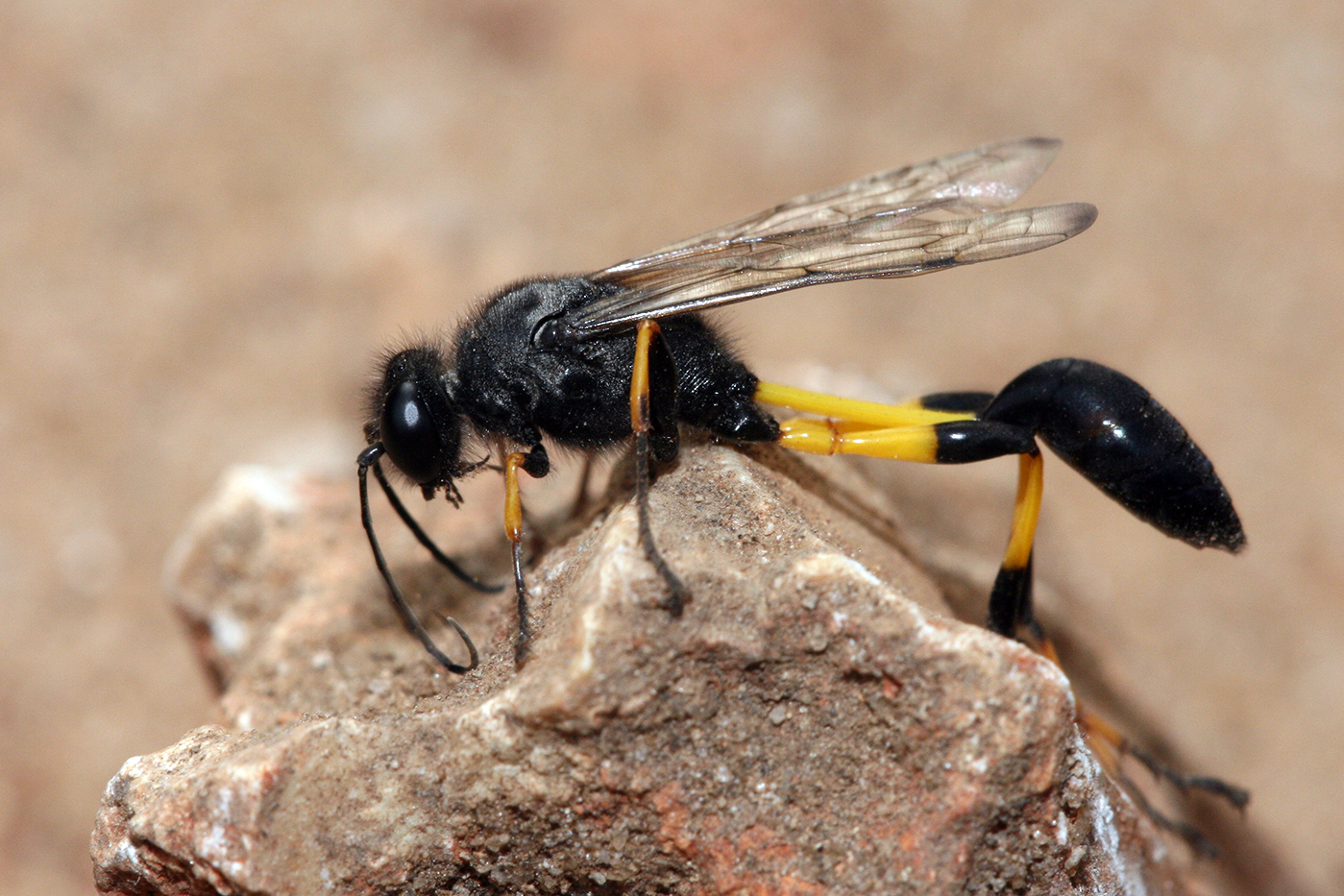
Pélopée (Sceliphron spirifex)

- les agénies. Les vivres du pélopée
- les mégachiles
- les anthidies
- les résiniers
- l’odynère nidulateur
- le philanthe apivore
- méthode des ammophiles
- méthode des scolies
- méthode des calicurgues
- le venin des apiaires
- le capricorne
- le problème du sirex

### Souvenirs entomologiques - Cinquième série, Paris: 1897 - 358 p.
Insectes étudiés :
- le scarabée sacré
- le scarabée à large cou
- les gymnopleures
- le copris espagnol
- les onthophages
- les oniticelles
- les géotrupes

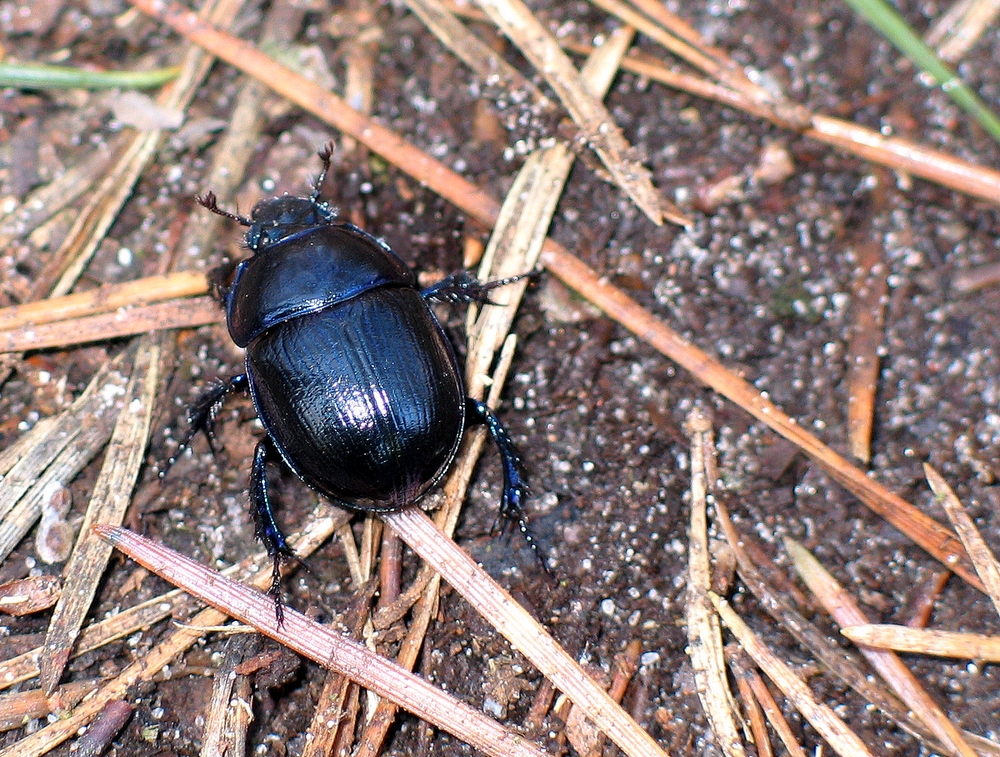
Geotrupes stercorarius

- la fable de la cigale et la fourmi
- la cigale
- la mante religieuse
- l'empuse

### Souvenirs entomologiques - Sixième série, Paris: 1899 - 420 p.
Insectes étudiés :
- le sisyphe
- le copris lunaire
- l'onitis bison
- les bousiers des pampas
- les nécrophores
- le dectique à front blanc
- la sauterelle verte
- le grillon
- les acridiens

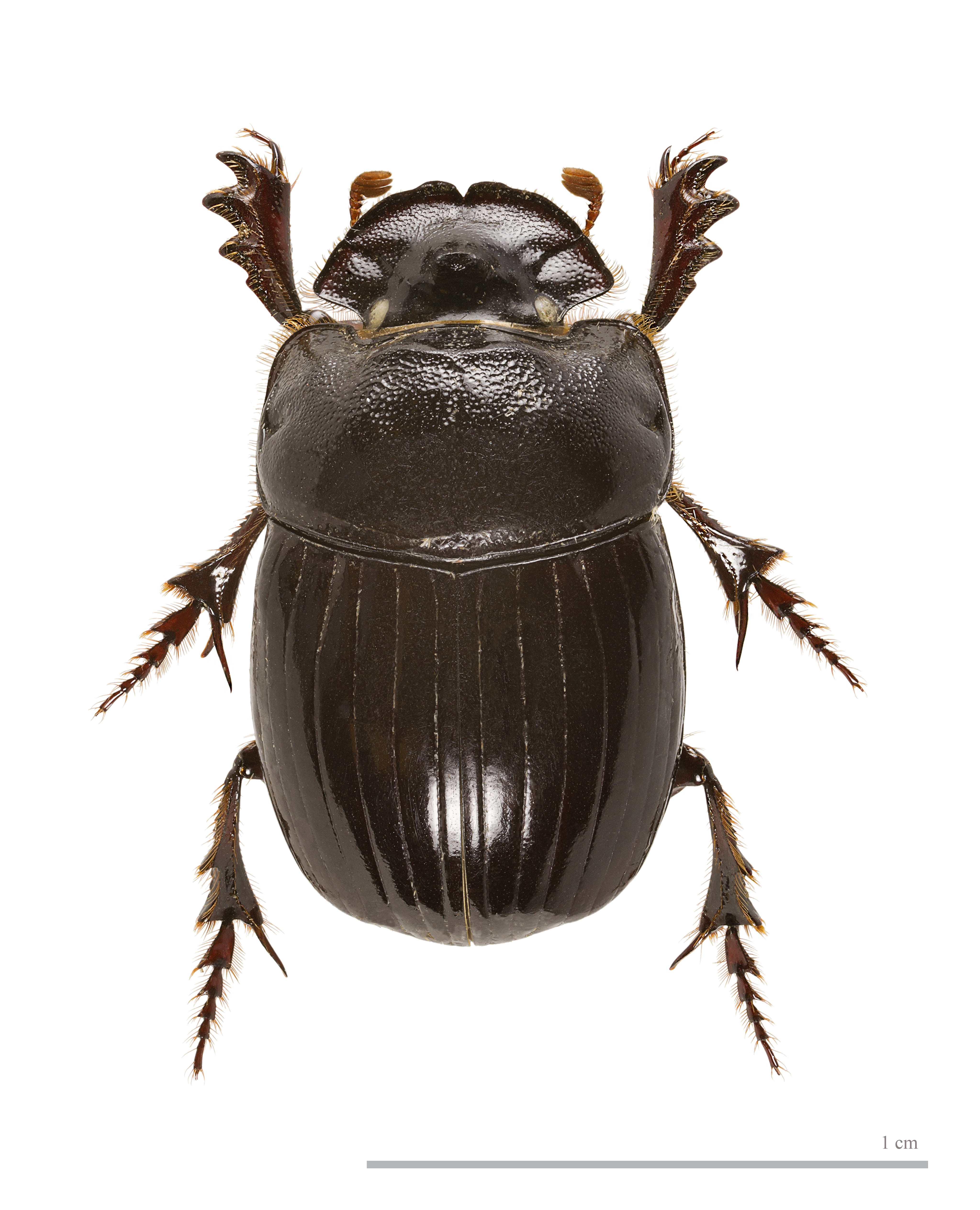
Copris lunaire

- la processionnaire du pin. La ponte. L'éclosion
- la chenille de l’arbousier

### Souvenirs entomologiques - Septième série, Paris: 1900 - 396 p.

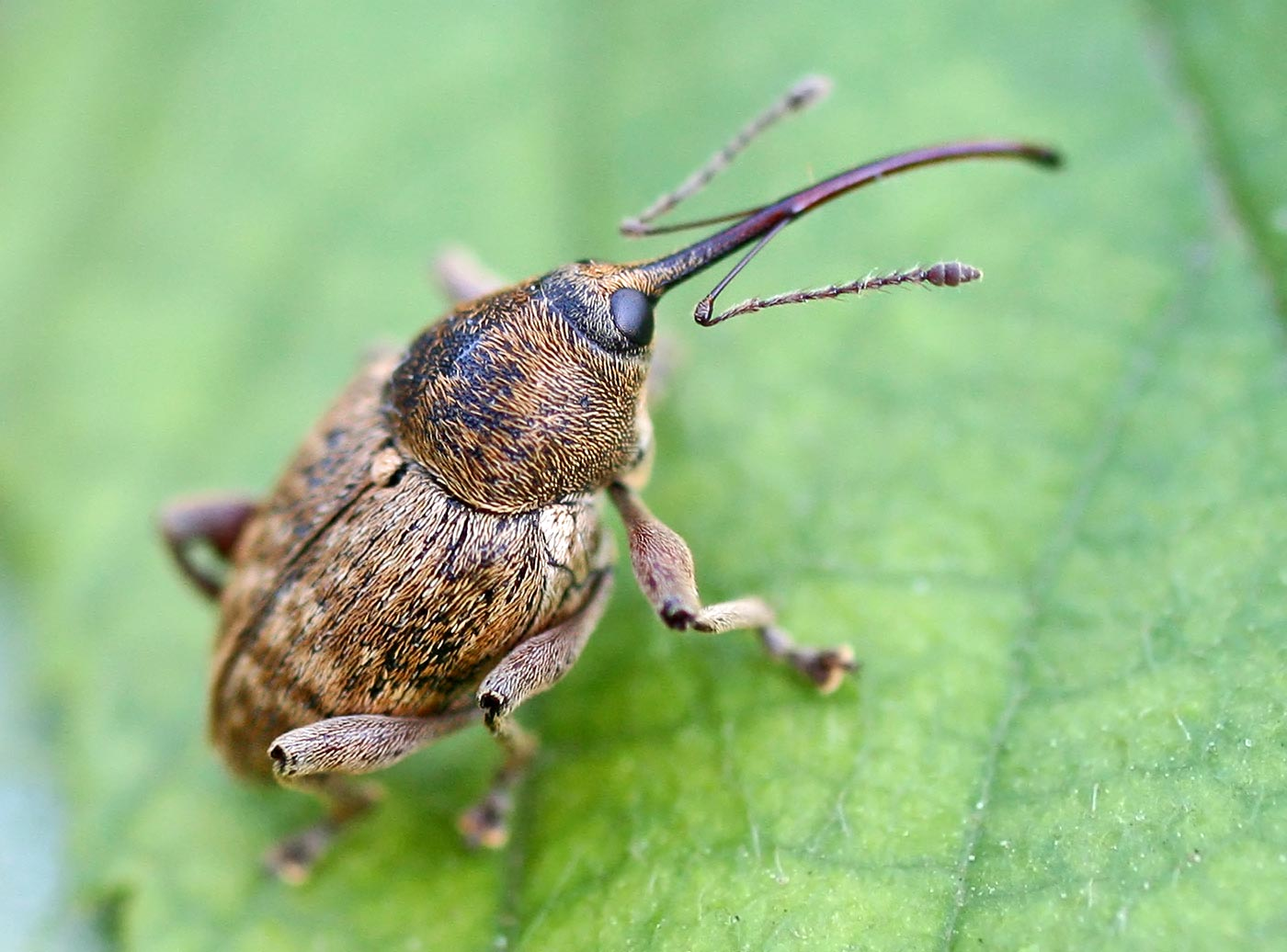
Balanin des noisettes

Insectes étudiés : 
- le scarite géant
- les vieux charançons
- le larin maculé
- le larin ours
- le balanin éléphant
- le balanin des noisettes
- le rynchite du peuplier
- le rynchite de la vigne
- le rynchite du prunellier
- la cicadelle écumeuse
- la phrygane
- les psychés
- le grand-paon
- le minime à bande

### Souvenirs entomologiques - Huitième série, Paris: 1903 - 380 p.

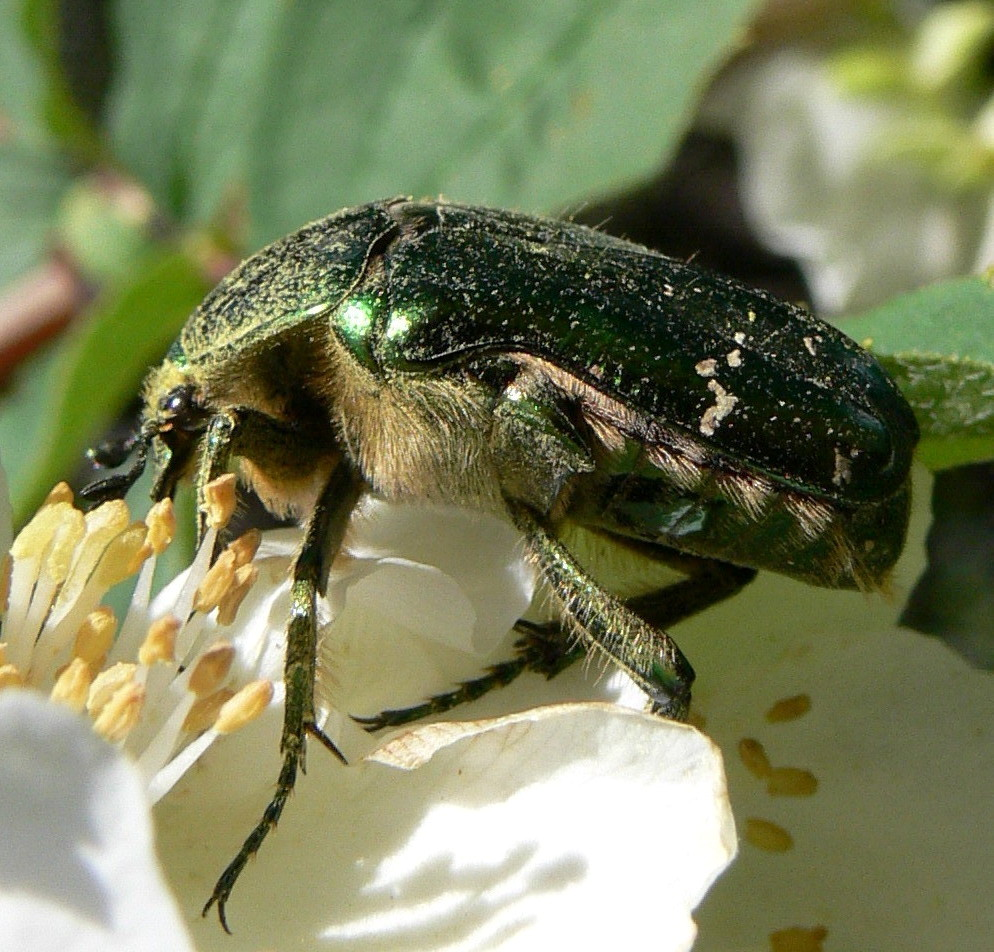
Cétoine dorée

Insectes étudiés : 
- les cétoines
- la bruche du pois
- la bruche des haricots
- les pentatomes
- le réduve à masque
- les halictes
- les pucerons du térébinthe
- les lucilies
- les sarcophages
- les saprins
- les dermestes
- le trox perlé
- la guêpe
- la volucelle
- l'épeire fasciée
- la lycose de Narbonne

### Souvenirs entomologiques - Neuvième série, Paris: 1905 - 376 p.

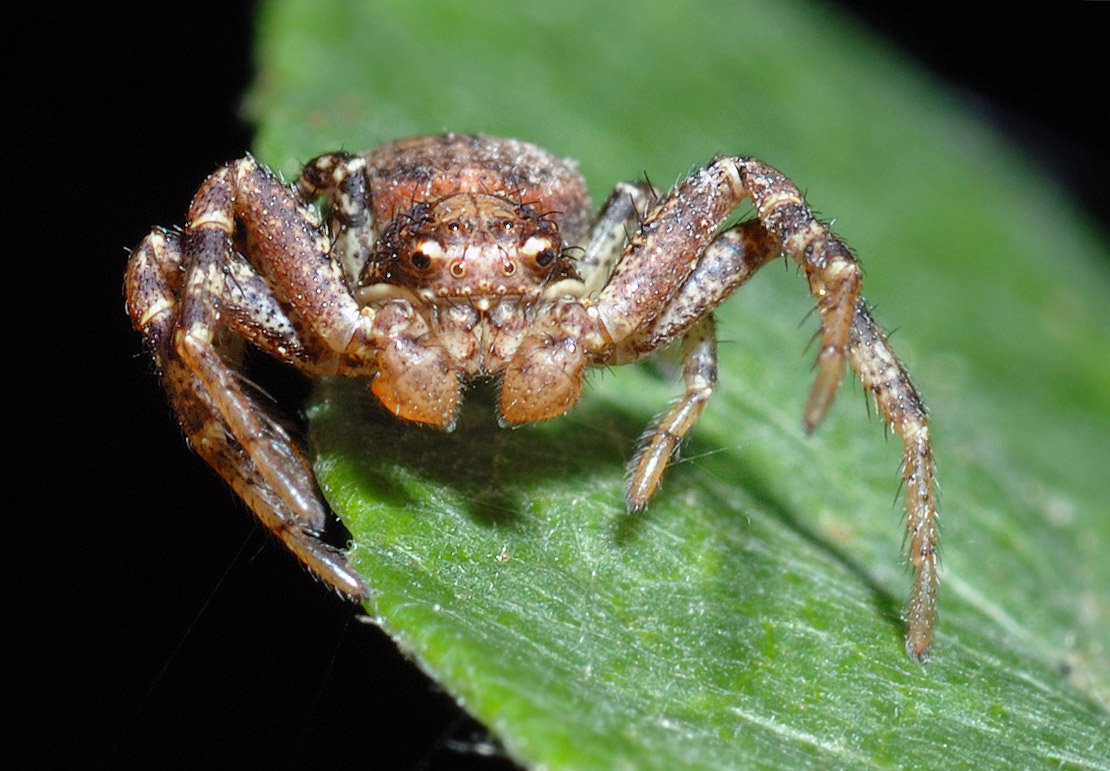
Araignée crabe

Insectes étudiés : 
- la lycose de Narbonne
- l'exode des araignées
- l'araignée-crabe
- les épeires
- l'araignée labyrinthe
- l'araignée clotho
- le scorpion languedocien
- la dorthésie
- le kermès de yeuse

### Souvenirs entomologiques - Dixième série, Paris: 1907 - 376 p.
Insectes étudiés : 
- Le minotaure typhée
- le cione
- l'ergate
- le cossus
- l'onthophage taureau
- le hanneton des pins

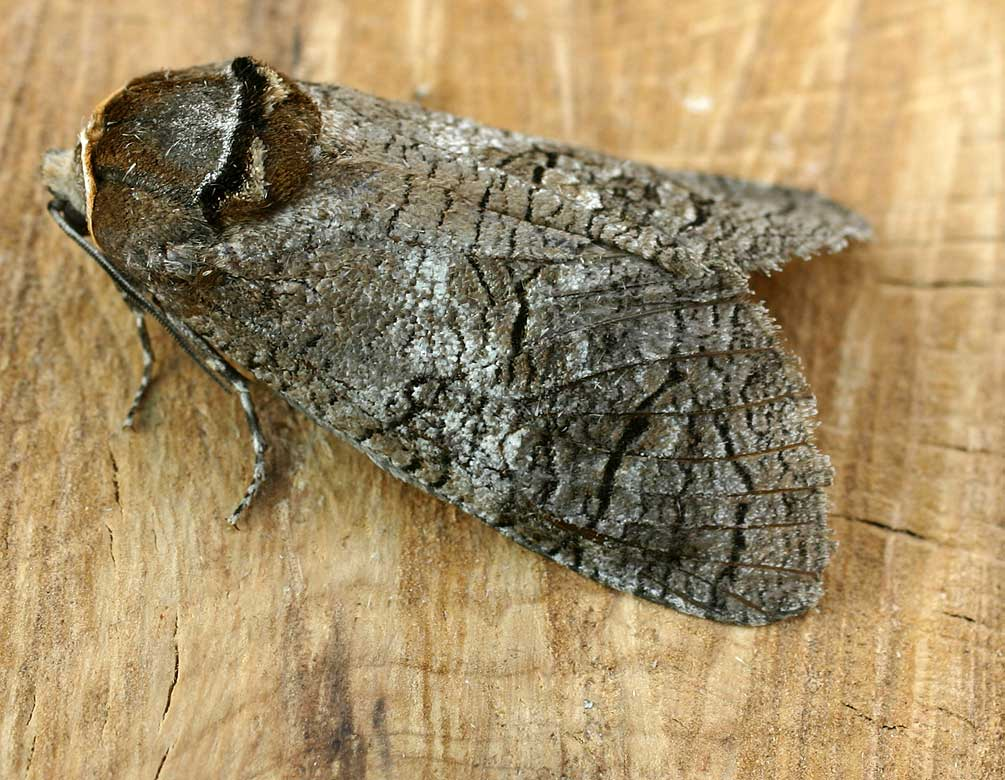
Cossus

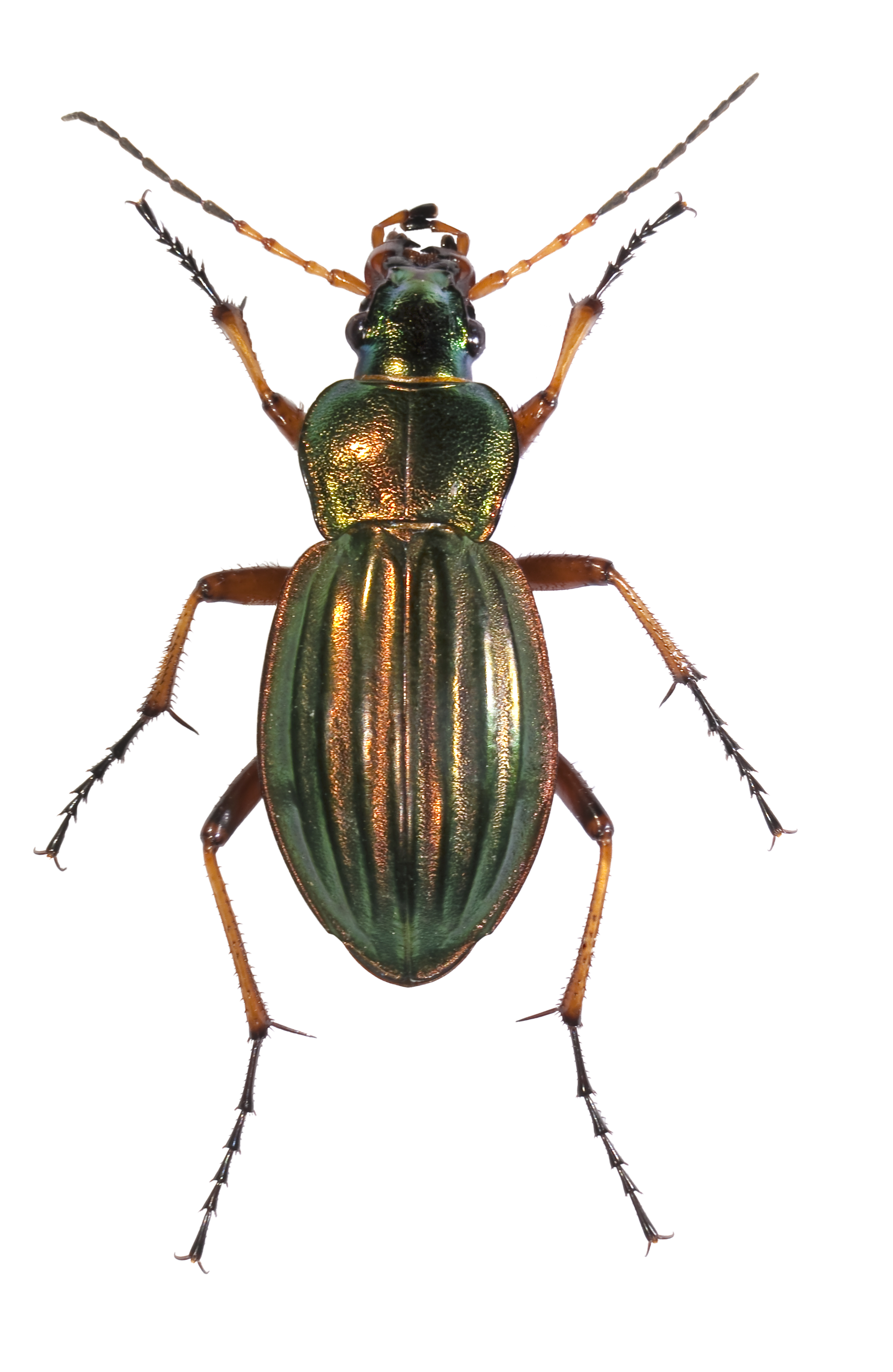
Carabe doré

- le charançon de l’iris des marais
- les insectes végétariens
- le carabe doré
- la mouche bleue de la viande
- un parasite de l’asticot
- insectes et champignons
- le ver luisant
- la chenille du chou

## Rééditions

### Rééditions de l'œuvre intégrale
- 1924 : Librairie Delagrave, édition définitive illustrée, 10 volumes de souvenirs et 1 volume pour la biographie de l'auteur
- 1979 : éditions du Layet
- 1985-1988 : éditions Sciences Nat en 10 volumes illustrés
- 1989 : éditions Robert Laffont, collection Bouquins, en deux tomes :
  - tome 1 :  (ISBN 978-2-221-05462-8)
  - tome 2 :  (ISBN 978-2-221-05463-5)

### 1907-2007: centenaire desSouvenirs entomologiques
À l'occasion du centenaire de l'œuvre de Jean-Henri Fabre, de nombreuses rééditions ont été publiées au Japon. En Corée du Sud, l'œuvre a été pour la première fois intégralement traduite et publiée avec la biographie d'Yves Delange.